# 梅霍拉达-德尔坎波
梅霍拉达-德尔坎波，是西班牙马德里自治区的一个市镇。总面积17平方公里，总人口17195人（2001年），人口密度1011人/平方公里。